# まきしま (掃海艇)
まきしま（ローマ字：JS Makishima, MSC-677）は、海上自衛隊の掃海艇。うわじま型掃海艇の6番艇。艇名は牧島に由来する。

## 艦歴
「まきしま」は、平成4年度計画掃海艇377号艇として、日立造船神奈川工場で1993年5月12日に起工され、1994年5月26日に進水、1994年12月12日に就役し、同日付で第1掃海隊群隷下に新編された第23掃海隊に「くめじま」とともに編入された。定係港は呉。
1997年3月19日、隊番号の改正により第23掃海隊が第3掃海隊に改称。
1999年3月16日、佐世保地方隊下関基地隊第43掃海隊に編成替え。
2008年3月11日、呉地方隊阪神基地隊第42掃海隊に編成替え。
2011年3月11日に発生した東北地方太平洋沖地震による東日本大震災に対し、災害派遣される。
2014年4月2日、除籍。就役期間中の総航程は190,283海里(地球約8.8周分)、総航海時間数は26648時間49分、掃海処理回数21回、航空救難2回、災害派遣3回。